# Газотурбовоз

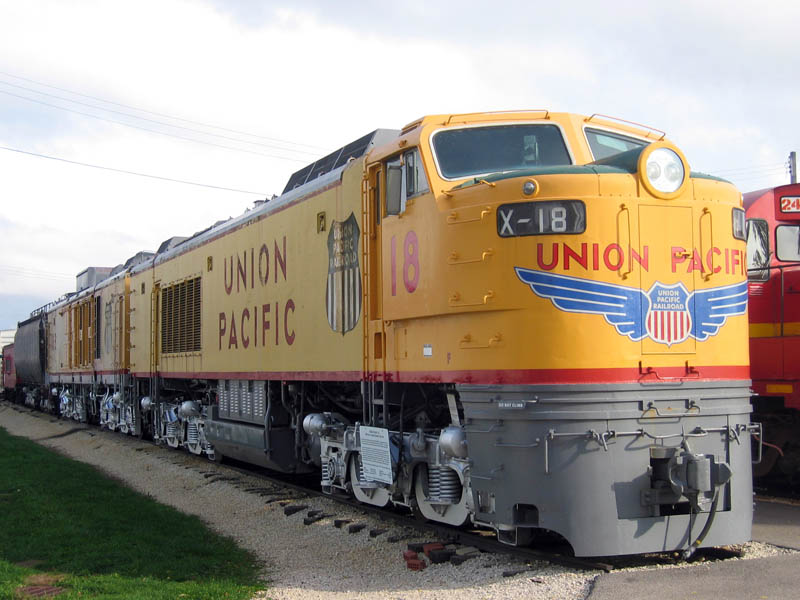
Газотурбовоз Union Pacific 18

Газотурбово́з — локомотив з газотурбінним двигуном (ГТД). На газотурбовозах зазвичай використовується електрична передача: газотурбінний двигун з'єднаний з генератором. Вироблений генератором електричний струм подається на електродвигуни, які приводять локомотив в рух.
Поширена хибна думка, що паливом для газотурбовоза обов'язково має бути природний газ. Але газотурбінний двигун може працювати і на рідкому паливі.
Перший газотурбовоз побудувала швейцарська фірма Brown, Boveri & Cie 1938.
За іншими даними перший газотурбовоз створили в США 1948.
Окрім газотурбовозів, створювався і моторвагонний рухомий склад з газовими турбінами (турбопоїзди і турбомотриси) для швидкісних пасажирських перевезень.

## Радянські і російські газотурбовози
В СРСР роботи над створенням газотурбовоза розпочались 1954. Тоді розробили кілька моделей локомотивів і виготовили кілька дослідних екземплярів, які проходили випробування.
В 1970-х проекти створення газотурбовозів припинили реалізовувати, оскільки вони не змогли конкурувати з електровозами.

### Г1

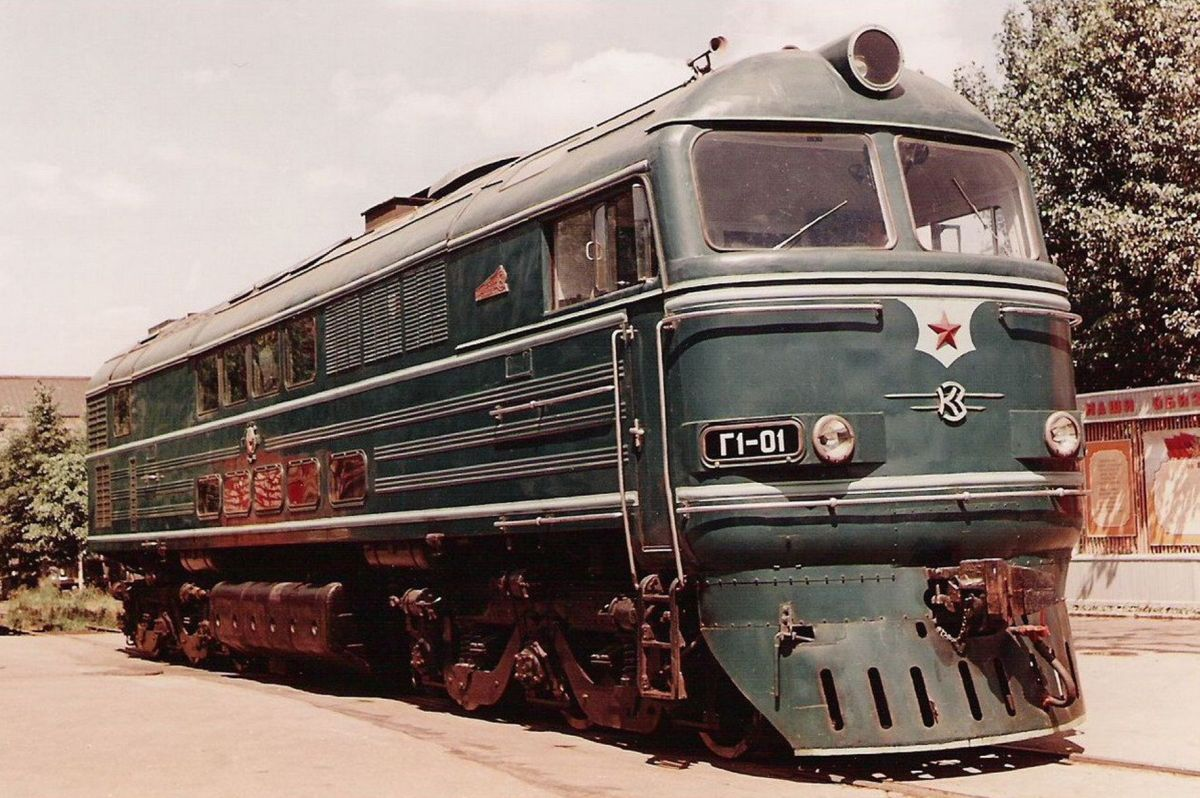
Газотурбовоз Г1-01 на території Коломенського заводу

1959 на Коломенському заводі побудували єдиний екземпляр секції двосекійного вантажного газотурбовоза Г1 (3500 к. с., з електричною передачею). На газотурбовозі застосували газотурбінну одновальну установку ГТ-3,5 потужністю 3500 к. с. Від газотурбінної установки оберталися дві групи електричних генераторів: перша група з двох тягових генераторів МПТ-74/23, друга група з тягового генератора МПТ-74/23, збуджувача ВТ-275/120А і допоміжного генератора ВГГ-49/14. Кожний тяговий генератор був розрахований на номінальну потужність 733 кВт при частоті обертання 1800 об/хв та живив два паралельно підключені тягові електродвигуни ЕДТ-340 потужністю по 340 кВт кожний. Газотурбінна установка використовувалася тільки під час слідування з навантаженням. При маневруванні і рухові без вантажу пересуватися локомотиву допомагала допоміжна силова установка — дизельний двигун 1Д6 і маневровий генератор МПТ-49/16. Основними недоліками створеної моделі були великі витрати палива і складність конструкції.

### ГП1

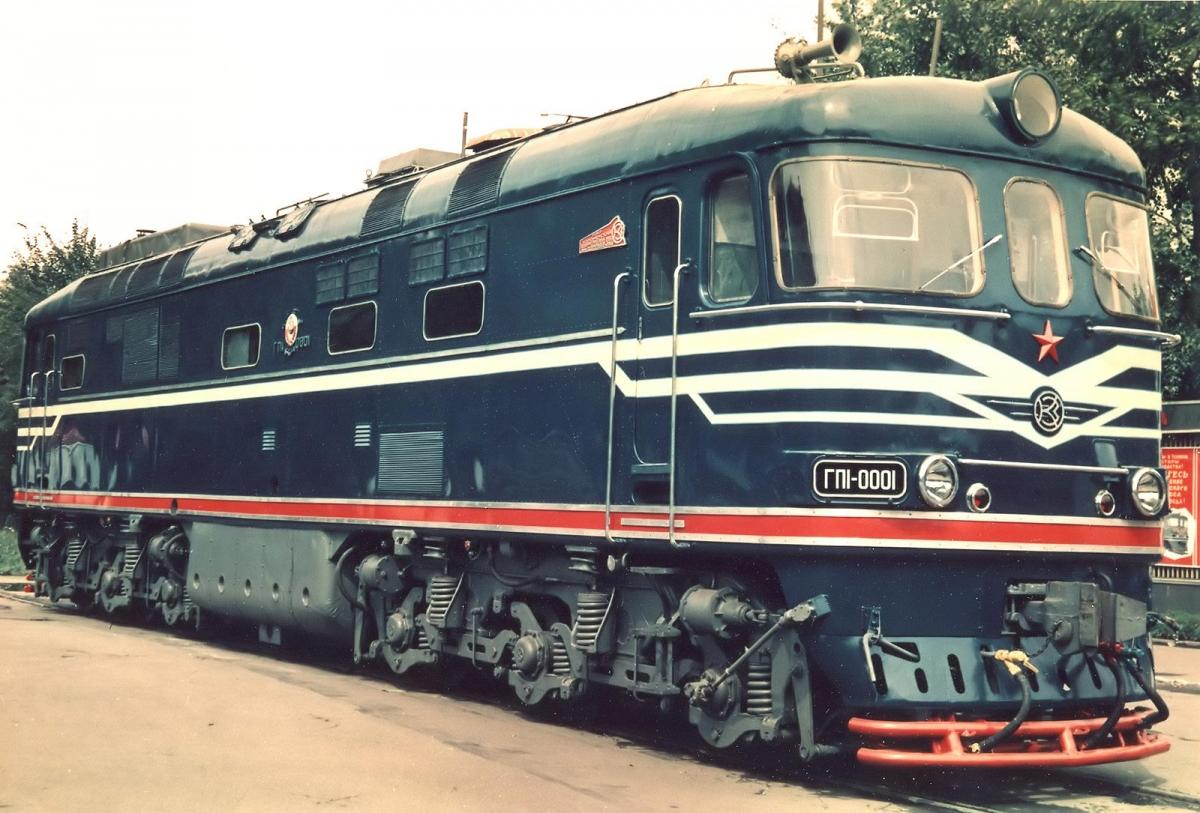
Газотурбовоз ГП1-0001 на території Коломенського заводу

Згодом побудували два пасажирські газотурбовози ГП1. На газотурбовозі застосували газотурбінну одновальну установку ГТ-3,5 потужністю 3500 к.с. Від газотурбінної установки оберталися три тягові генератори МПТ-74/23Б. При маневрах пересуватися локомотиву допомагала допоміжна силова установка — дизельний двигун 1Д12 Барнаульского заводу і маневровий генератор МПТ-49/25-3К потужністю 195 кВт.
На початку 1965 ГП1-0002 випробовувався на експериментальному кільці ВНДІЗТа. В кінці 1965 обидва локомотиви надійшли до депо Льгов.
Газотурбовоз Г1-01 працював з вантажними поїздами епізодично, пасажирські газотурбовози експлуатувалися регулярно, в результаті пробіг у ГП1-0001 і ГП1-0002 виявився в 3–4 раза вище, ніж в Г1-01. Газотурбовози мали недоліки: велику витрату пального, високий рівень шуму.

### ГТ101

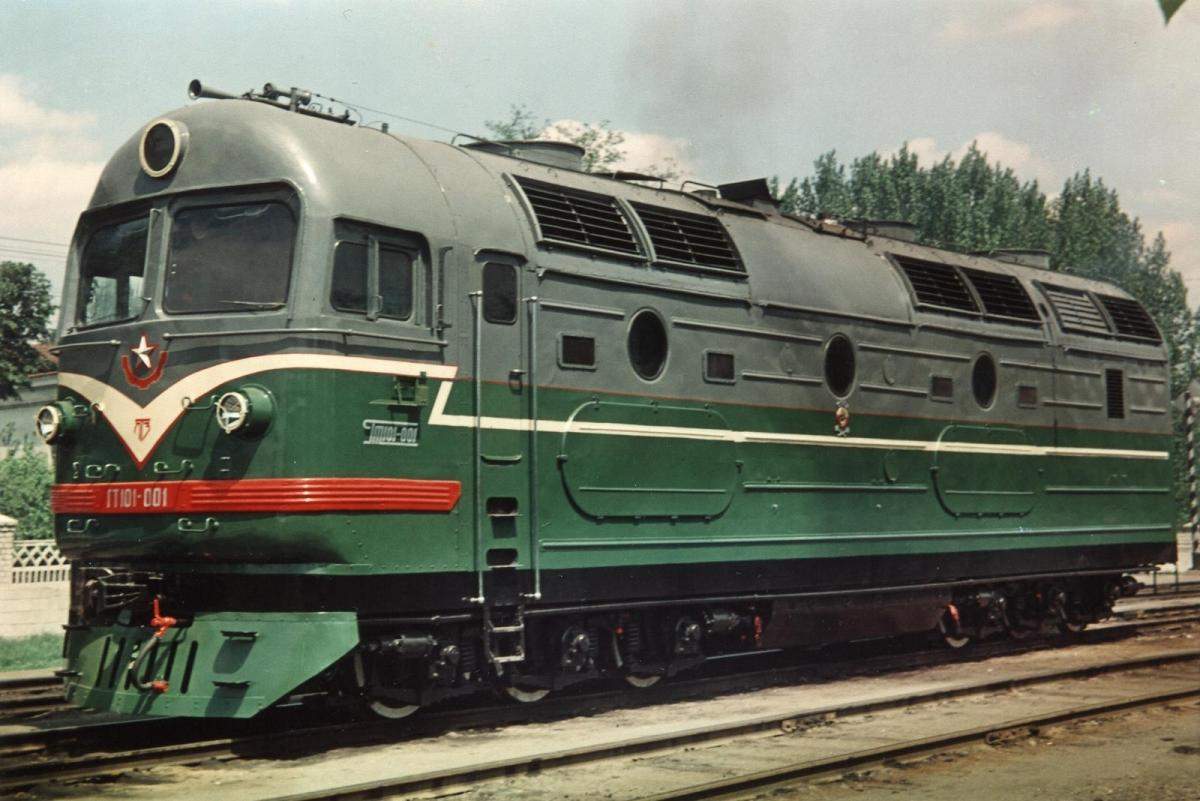
Газотурбовоз ГТ101-001 на території Луганського заводу

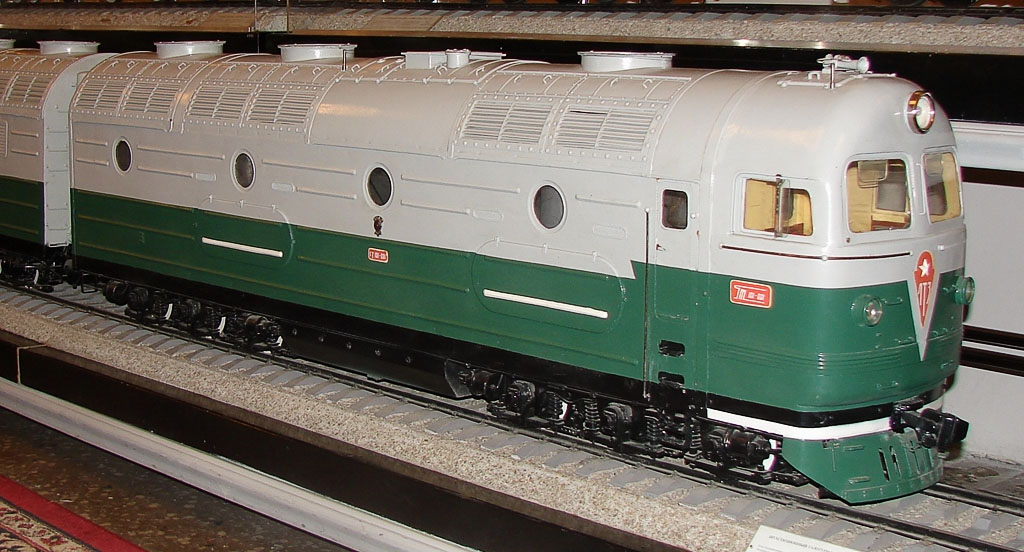
Модель дослідного газотурбовоза ГТ101

1954 був розроблений проект газотурбовоза з механічним генератором газів з комбінованою теплосиловою установкою, яка складалася з газової турбіни і вільнопоршневих генераторів газів (скорочено ВПГГ). Таку комбінацію машин можна розглядати як подальший розвиток дизельного двигуна з газотурбінним наддувом, в якого вся потужність використовується для приводу турбіни. При цьому сам двигун зі звичайної поршневої машини з шатунно-кривошипним механізмом перетворюється в простішу машину, яка має лише поршні, що рухаються назустріч один одному або рухаються у зворотному порядку.
Кожний ВПГГ має дві пари поршнів: два великого діаметра і два меншого діаметра. Поршні великого діаметра з'єднані з поршнями меншого діаметра. Поршні меншого діаметра обернені один до одного і можуть пересуватися у внутрішньому циліндрі, який має продувні вікна і форсунку для подачі рідкого палива. Поршні більшого діаметра розміщені в компресорних циліндрах. Запуск ВПГГ здійснюється за допомогою подачі стиснутого повітря в крайні порожнини компресорних циліндрів. При цьому поршні рухаються назустріч один одному, повітря стискується в порожнинах між малими циліндрами. В кінці ходу поршнів подається паливо, воно загоряється, тиск в малому циліндрі різко збільшується і поршні розходяться, відкриваються продувні вікна, і стиснене у внутрішніх компресорних порожнинах повітря продуває середню порожнину. Оскільки в зовнішніх компресорних порожнинах повітря стискується, то створюються повітряні буфера (подушки), які зупиняють різносторонній хід поршнів, потім поршні знову сходяться. Надалі процес повторюється. Процес двигуна внутрішнього згорання в ВПГГ — двотактний. Продукти згорання з нього надходять до ресиверу, а звідти до газової турбіни. Оскільки температура суміші продуктів згорання і повітря при їхньому розширенні падає, то при одній і тій же температурі суміші, яка підводиться до лопаток турбіни у ВПГГ, можна отримати вищу температуру при згоранні палива, ніж в камерах згорання, з яких суміш надходить безпосередньо до лопаток турбіни. За рахунок підводу тепла у вигляді нагрітого компресором повітря здійснюється більш економічний процес спалювання палива в циліндрах ВПГГ, ніж в камерах згорання звичайних газотурбовозів. Перевагою системи ВПГГ над системою газотурбінної установки з камерою згорання є також відсутність компресора, роль якого виконують поршні великого діаметра ВПГГ, і можливість отримання меншої витрати пального під час холостої роботи турбіни за рахунок зупинки частини ВПГГ. Число циклів ВПГГ регулюється кількістю подачі палива.
Газотурбовоз з ВПГГ можна класифікувати як тепловоз, в якого газова турбіна відіграє роль газової передачі.
1956 Луганський тепловозобудівний завод розробив технічний проект двосекційного дванадцятивісного газотурбовоза з ВПГГ і електричною передачею постійного струму. Навантаження від однієї колісної пари на рейки становило 23 т. Щоб зменшити навантаження на рейки, завод в 1958—1959 переробив проект, застосувавши замість електричної передачі гідравлічну; механічна передача для спроектованої газової турбіни була непридатна, оскільки машина розраховувалася на роботу у відносно вузькому інтервалі швидкості обертання ротора. Проектна маса шестивісної секції газотурбовоза з гідравлічною передачею склала 126 т. На газотурбовозі проектувалося встановлення чотирьох ВПГГ-95 біля бокових стінок кузова і газової турбіни, розташованої в центрі кузова.
ВПГГ мають діаметр циліндрів дизельної порожнини 280 мм, компресорної порожнини 750 мм і ходом поршнів при номінальному режимі 2×375 мм. При 714 циклах за хвилину продуктивність одного ВПГГ 8280 кг/год, температура газів — 515С, тиск 4,5 кг/см², адіабатична потужність — 870 к. с. Поршні ВПГГ зв'язані між собою синхронізуючим механізмом, який використовують для встановлення поршнів в крайнє положення під час повітряного запуску від балонів. Маса одного ВПГГ — 5500 кг.
Газова турбіна розрахована на потужність 3000 к.с. при швидкості обертання ротора 8500 об/хв і температурі газу який підводиться до неї 500—520 °C, максимальна швидкість обертання ротора турбіни — 9500 об/хв.
Обертальний момент від турбіни через понижуючі редуктори передається до гідромеханічних коробок, встановлених на візках, від коробок за допомогою карданних валів — до осьових редукторів, а від них через порожнисті карданні вали, розташовані навколо осей колісних пар, — до колісних пар. В гідромеханічних коробках розміщені гідротрансформатори ГТК-ПТ, які застосовувалися на тепловозах ТГ102. Передатне відношення понижуючого редуктора між турбіною і коробкою — 1:3,64, осьового редуктора — 1:4,31, загальне передатне відношення від турбіни до рухомих коліс 1:17,25. Осьові редуктори підвішені до рами візка. Діаметр рухомих коліс — 1050 мм. Над кожною парою ВПГГ і над допоміжним дизелем встановлені знімні холодильні камери.
На газотурбовозі передбачена установка двох кислотних акумуляторних батарей 6СТЕ-128 загальною ємністю 256 А-год, гальмівного компресора типу ВП-3/9, пускового компресора, пускових балонів та іншого обладнання.
1960 Луганський тепловозобудівний завод побудував експериментальну секцію газотурбовоза ТГ101-001. Газову турбіну для газотурбовоза виготовив Брянський машинобудівний завод. Перший рейс газотурбовоз здійснив в липні 1961.
Допоміжний дизельний двигун 1Д6 потужністю 150 к. с. приводив у рух генератор змінного струму, який живив електродвигуни насосів, вентиляторів і компресора ВП-3/9, а також приводив клиноремінною передачею вентилятори холодильника, який охолоджував мастило турбіни і гідропередач.
Розрахункова сила тяги газотурбовоза 23000 кг при швидкості 22 км/год, максимальна швидкість — 100 км/год, розрахунковий ККД в діапазоні швидкості 20-40 км/год — 24-27 %.
Газотурбовоз в жовтні 1961 демонструвався на виставці локомотивів на Ризькому вокзалі в Москві. Під час випробувань газотурбовоз не зміг розвинути повну потужність (3000 к. с.), ускладненим було також регулювання потужності — робота ВПГТ з малою подачею палива і перехід на режим з вимкненням окремих генераторів газу. У зв'язку з цим завод виготовив нові ВПГГ типу ОР-95 з такими ж діаметрами циліндрів і ходом поршнів, як в перших ВПГГ, і в період 1962—1965 проводив стендові і налагоджувальні роботи. В кінці 1965 газотурбовоз почав здійснювати дослідні поїздки.

### ГТ1
2007 за ініціативою ВАТ «РЖД» виготовлений дослідний газотурбовоз ГТ1-001 на базі електровоза ВЛ15-008. Турбіни виготовлені в Самарі, збирали локомотив на Воронезькому тепловозоремонтному заводі.
4 липня 2008 ГТ1 вперше провів вантажний поїзд масою 3 тис. т. на ділянці «Кінель-Жигулівське море» Куйбишевської залізниці..
Характеристики випробуваної моделі: швидкість до 100 км/год, потужність 8300 кВт, однієї заправки вистачає на 750 км, паливо — зріджений природний газ. Газотурбовоз продемонстрували на виставці «Іннотранс-2008» в Берліні. Передбачається, що його будуть використовувати в Сибіру, який багатий запасами природного газу.
7 вересня 2011 газотурбовоз ГТ1-001 встановив світовий рекорд маси вантажного поїзда — 16000 тонн.

## Переваги
Головною перевагою газотурбінних двигунів є можливість розвивати велику потужність при відносно невеликих розмірах і масі. Також до переваг можна віднести можливість роботи на більш дешевому паливі і суттєво меншу витрату змащувального мастила, крім того газотурбовоз є більш екологічним порівняно з тепловозом.

## Недоліки
Недоліком є підвищена, порівняно з дизельним двигуном, витрата палива, а також різке зниження ККД при неповному навантаженні і висока витрата палива на холостому ходу. Це зумовлює необхідність наявності допоміжної енергетичної установки на локомотиві.
Високий рівень зовнішнього шуму (в кабінах машиніста шум був у межах норми завдяки наявності звукоізоляції).